# Espejo tipo panal

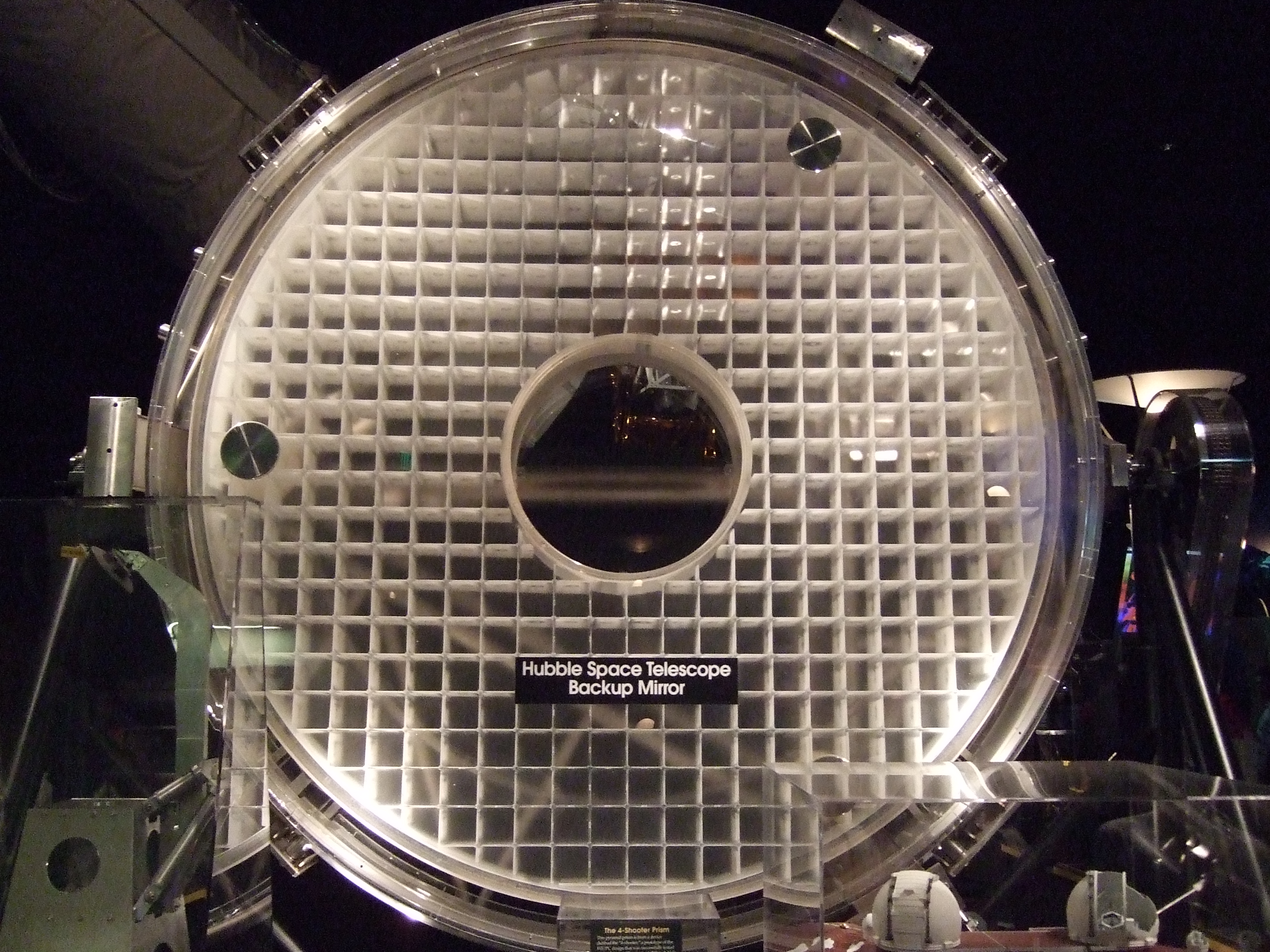
Fotografía del espejo primario de reserva sin recubrimiento del Telescopio espacial Hubble mostrando su estructura tipo panal de abeja.

Se denomina espejo tipo panal de abeja a un espejo de grandes dimensiones utilizado como espejo primario en telescopios de reflexión astronómicos cuya cara se encuentra fijada por una estructura reforzada que se asemeja a la estructura de un panal de abejas, y que por lo general se encuentra adosada a otra placa de vidrio. El diseño posee una rigidez suficiente tal que permite desarrollar un sistema óptico de ultra-alta precisión a la vez que el peso del espejo no es excesivo. Un peso reducido a su vez permite el uso de estructuras de soporte y control más livianas, reduciendo el costo total del telescopio. El término también puede aplicarse a espejos formados por un arreglo coordinado de espejos hexagonales individuales.
El desarrollo de un espejo tipo panal de abejas ha permitido la creación de instrumentos de mayor porte que los que serían factibles con espejos sólidos. Los espejos sólidos no solo son aparatosos desde un punto de vista mecánico, sino que es difícil su proceso de producción y enfriamiento de manera de obtener un gran bloque de vidrio de alta calidad. Los diseños tipo panal permiten reducir el peso del espejo en casi un 80 por ciento.